# Wim Dirksen
Wim Dirksen (1951) is een Nederlands voormalig korfbalscheidsrechter. Dirksen floot meerdere malen de zaal- en veldfinale op het hoogste niveau.
Dirksen werd in zijn loopbaan twee keer onderscheiden met de prijs Beste Scheidsrechter.
Naast zijn imposante korfbalscheidsrechterscarrière is Dirksen in 2009 benoemd tot ridder in de Orde van Oranje-Nassau. Hij is 25 jaar lang universitair faculteitsdirecteur geweest, 20 jaar bij Sociale Wetenschappen en 5 jaar bij Dierengeneeskunde.

## Internationaal
Dirksen floot ook internationaal voor het IKF. Zo floot hij onder andere op de Wereldspelen van 2001 en het  Aziatisch-Oceanisch kampioenschap van 1992 waar hij de finale floot.

## Finales
Dirksen floot onder andere deze finalewedstrijden:
- Nederlandse zaalfinale (2001, 1998)
- Nederlandse veldfinale (1997)
- Nederlandse zaalfinale (1993)

## Prijzen
- 2001, Beste Scheidsrechter
- 2000, Beste Scheidsrechter